# Emmanuel Baffour
Emmanuel Awuah Baffour (* 2. April 1989 in Accra) ist ein ghanaischer Fußballspieler.

## Karriere

### Verein
Baffour begann seine Karriere in Accra bei Ashalaja FC und wechselte am 16. Februar 2006 zu den Liberty Professionals. Am 11. Juli 2008 verließ Baffour die Liberty Pro’s und unterschrieb einen Vertrag bei Tema Youth. Bei Youth entwickelte er sich in der Poly Tank Division One League zum Leistungsträger, verpasste jedoch ganz knapp mit dem Team den Aufstieg in die Globacom Premier League und wechselte deshalb im Januar 2010 zum Erstligisten New Edubiase United. Dort konnte er verletzungsbedingt nicht auf Anhieb Fuß fassen und wechselte auf Leihbasis im November 2010 zum Division Three League club Astronomies FC. Nach seiner Rückkehr zur Saison 2011/2012 erzielte Baffour in zwölf Spielen elf Tore für New Edubiase United. Nach zwei Jahren für New Edubiase United verließ er für ein Probetraining in Südafrika den Verein Ende Juli 2012. Nachdem er im Probetraining überzeugen konnte und die sportmedizinische Untersuchung überstand, unterschrieb er am 25. Juli 2012 einen Vertrag mit den Mamelodi Sundowns.

### Nationalmannschaft
Nachdem er sich in der Saison 2011/12 bei dem Underdog New Edubiase United zum Topscorer der Ghana Premier League entwickelt hatte, wurde er überraschend von Goran Stevanović in das 25 Spieler umfassende, provisorische Aufgebot für den African Cup of Nations 2012 in Äquatorialguinea und Gabun nominiert. Er verpasste allerdings den Sprung in den endgültigen 23-Mann-Turnierkader. Er gab letztendlich sein A-Länderspiel-Debüt am 29. Februar 2012 im Freundschaftsspiel gegen Chile im PPL Park in Chester (Pennsylvania), USA.